# Zijemlje (Istočni Mostar, BiH)
Zijemlje je naseljeno mjesto u općini Istočni Mostar, Republika Srpska, BiH. Općinsko je središte.

## Povijest
Do potpisivanja Daytonskog mirovnog sporazuma bilo je dio istoimenog naseljenog mjesta u sastavu tadašnje općine Mostar koja je ušla u sastav Federacije BiH.

## Stanovništvo
Nacionalni sastav stanovništva 2013. godine, bio je sljedeći:
ukupno: 187
- Srbi - 166
- Bošnjaci - 18
- Hrvati - 1
- ostali, neopredijeljeni i nepoznato - 2